# Bemowo
Bemowo Varsó egyik kerülete, amely a város nyugati részén található. Területe az 1951-ben Varsóhoz csatolt egykori Wola kerület nyugati övezetét foglalja magában. A városrész névadója Bem József magyar honvéd altábornagy.

## Körzetei
- Lotnisko
- Fort Radiowo
- Boernerowo
- Bemowo Lotnisko
- Fort Bema
- Groty
- Górce
- Chrzanów
- Jelonki Północne
- Jelonki Południowe